# Војаковац
Војаковац је насељено место у саставу града Крижеваца у Копривничко-крижевачкој жупанији, Република Хрватска.

## Историја
Почетком 20. века у Војаковцу је седиште православне црквене општине и парохије, у коју су улазила и околна села Иванац, Клоштар и Осијек. Крижевац се 1904. године одвојио и постао самостална парохија.
У Војаковцу је политичка општина, а од значајних здања су српска православна црква и комунална школа. Пошта и брзојав налазили су се у Крижевцу. Место има 1083 дома, од којих су 338 српски, а од укупног броја становника - 6.529 на православце Србе отпада 1.707 (или 26%).
Парохијско звање је основано и црквене матрикуле се воде од 1778. године. То је парохија пете класе, са парохијским домом и српским православним гробљем. Православна црква посвећена Св. великомученику Георгију грађена је 1768. године. Председник црквене општине био је 1905. године поп Петар П. Тошић који и месни парох, родом из Клокочевца. У комуналној школи радио је 1905/1906. године учитељ Никола Раделић, са 110 ђака у редовној настави и 22 у празничној.
До територијалне реорганизације у Хрватској налазио се у саставу бивше велике општине Крижевци.
Некада се звало Батињане. Из њега је пореклом гркокатолички епископ Василије Божићковић.

## Становништво
На попису становништва 2011. године, Војаковац је имао 234 становника.

## Попис1991.
На попису становништва 1991. године, насељено место Војаковац је имало 321 становника, следећег националног састава:
| Попис 1991.‍  | Попис 1991.‍  | Попис 1991.‍ | Попис 1991.‍ | Попис 1991.‍ |
| ------------ | ------------ | ----------- | ----------- | ----------- |
|              |              |             |             |             |
| Хрвати       | Хрвати       |             | 223         | 69,47%      |
| Срби         | Срби         |             | 77          | 23,98%      |
| Југословени  | Југословени  |             | 9           | 2,80%       |
| Македонци    | Македонци    |             | 1           | 0,31%       |
| Словенци     | Словенци     |             | 1           | 0,31%       |
| неопредељени | неопредељени |             | 9           | 2,80%       |
| непознато    | непознато    |             | 1           | 0,31%       |
| укупно: 321  |              |             |             |             |